# Ретранхемент
Ретранхемент (нід. Retranchement) — село в нідерландській провінції Зеландія на кордоні з Бельгією. Входить до муніципалітету Сльойс.
Його площа становить 10,25 км², а населення станом на 2021 рік складало 295 осіб.
Перша згадка про населений пункт датується 1627 роком.
ДО 1970 року мало статус окремого муніципалітету. Поруч розташований природний заповідник Звін.

## Галерея

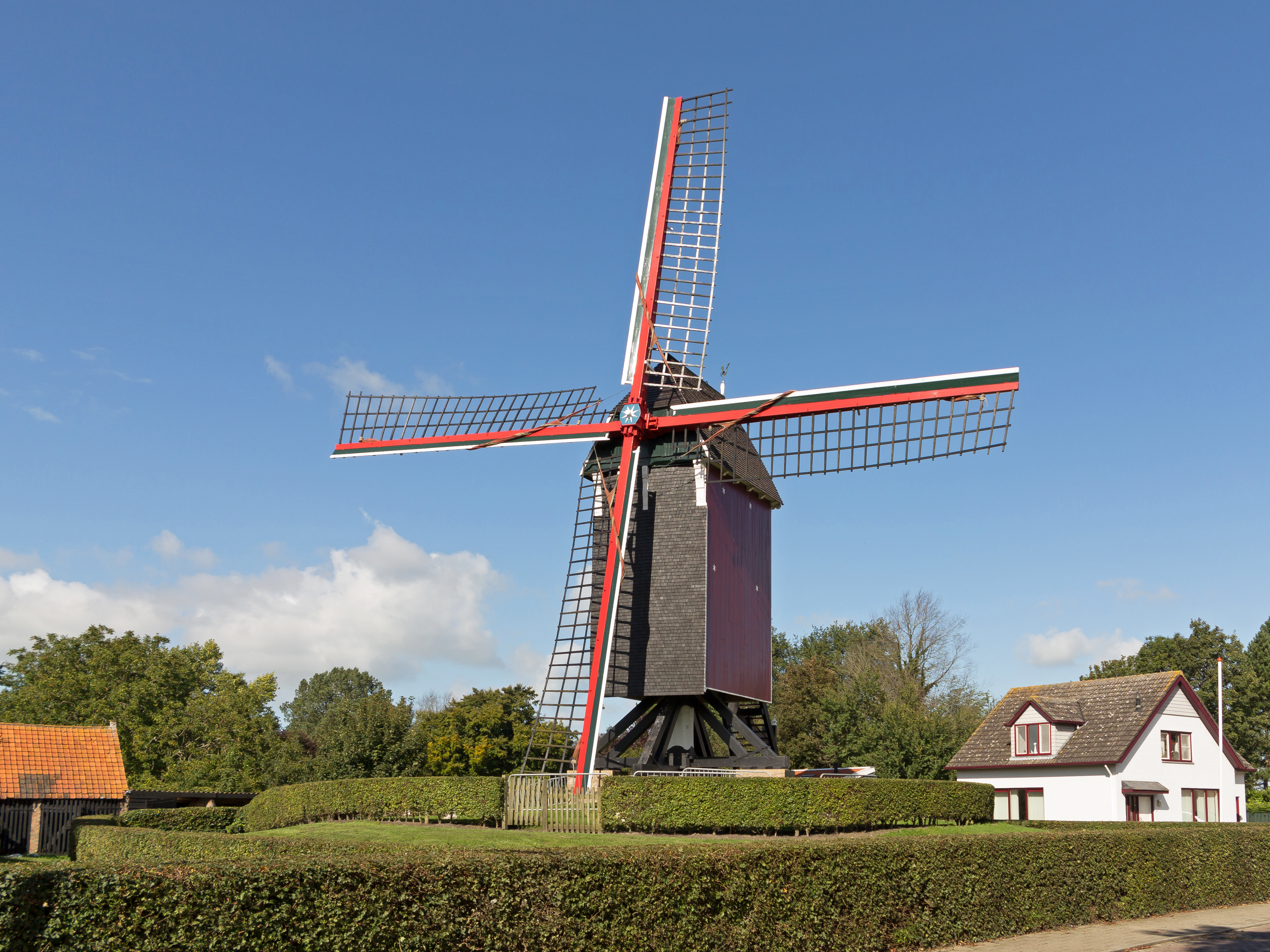
Вітряк Retranchementse Molen
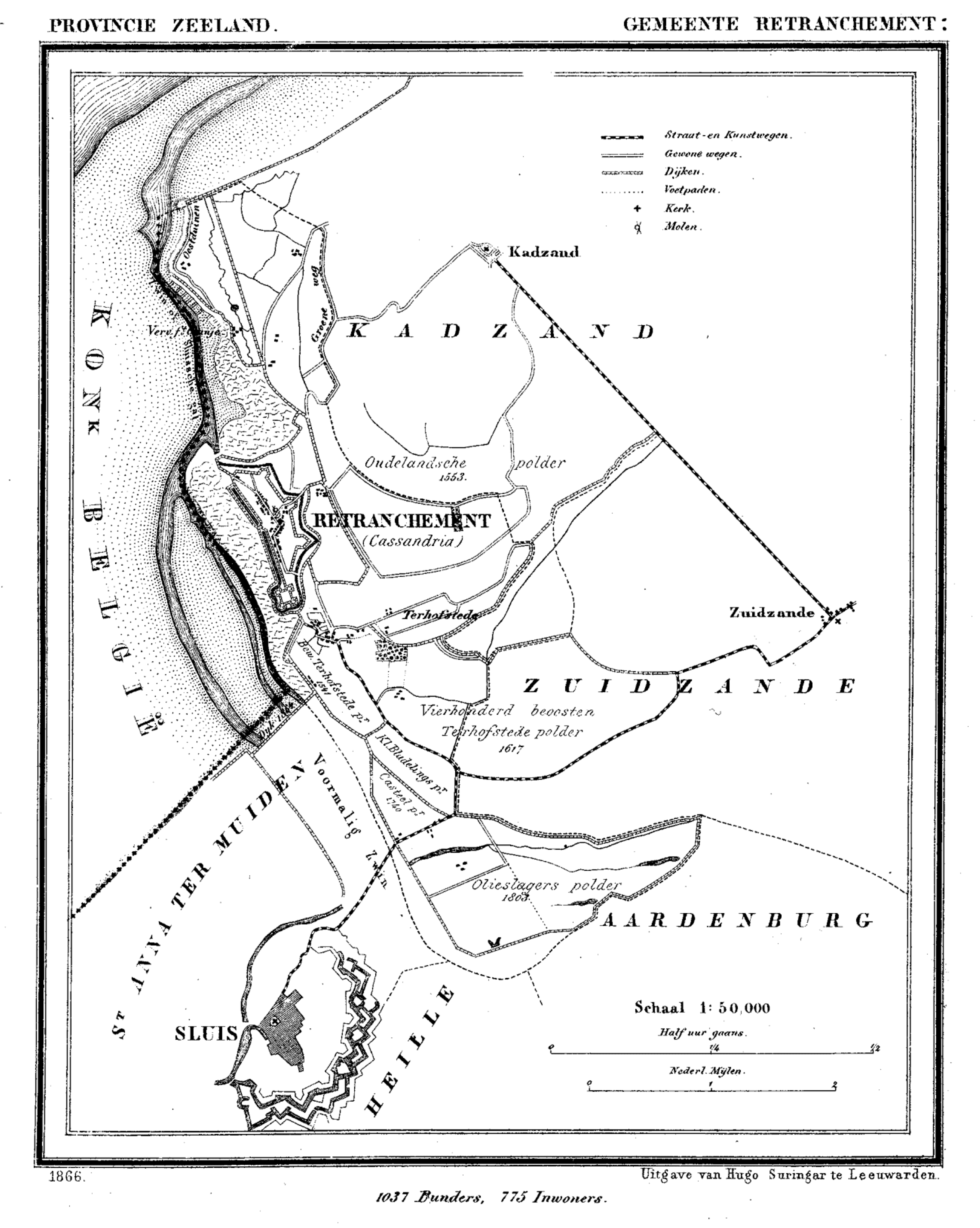
Карта села (1866)
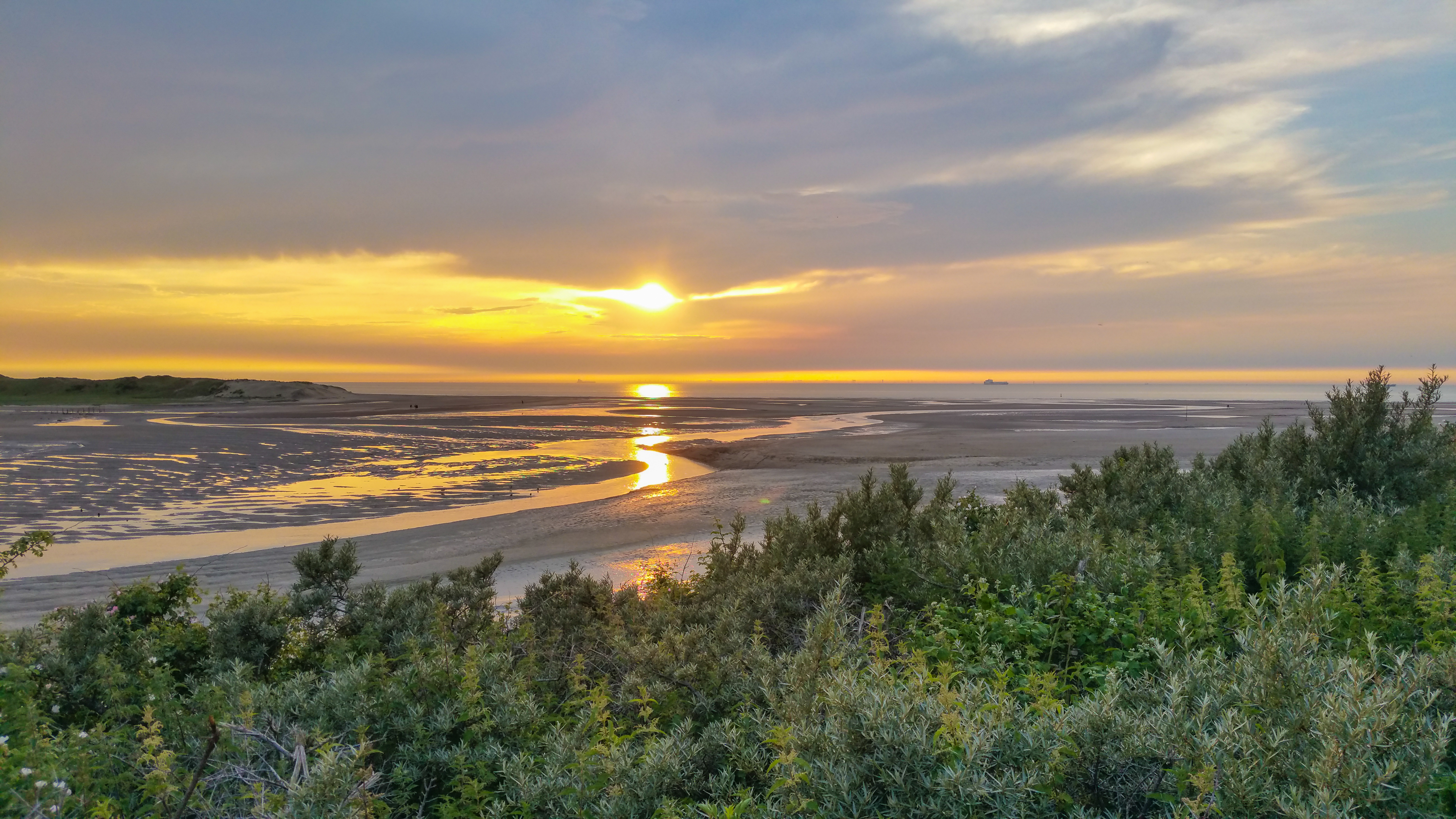
Заповідник Звін на околиці села
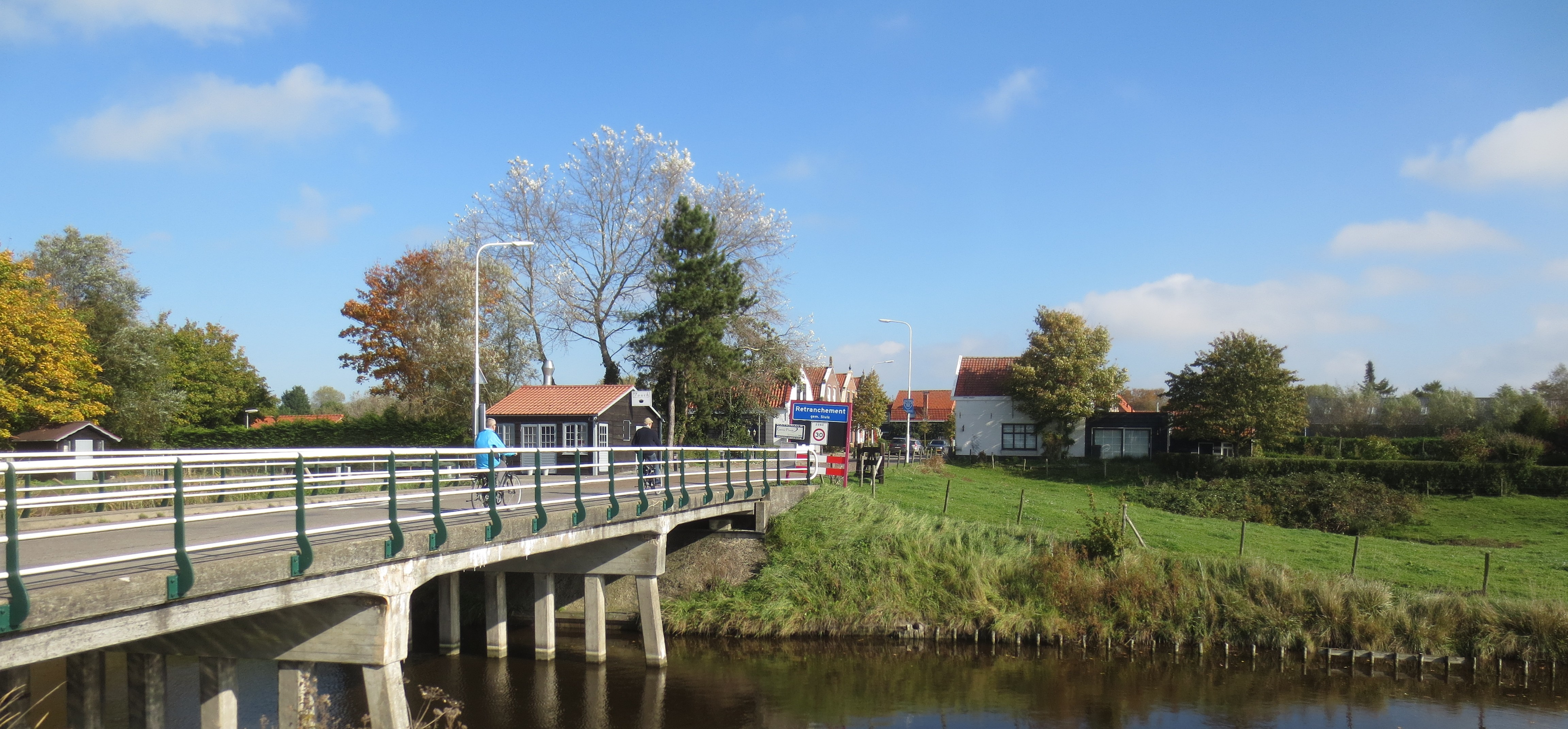
Панорама села